# Sympterygia
Sympterygia és un gènere de peixos de la família dels raids i de l'ordre dels raïformes.

## Morfologia
- Disc relativament ampli.
- Morro lleugerament angular, curt i sense projecció carnosa.
- Cua relativament curta i amb la base relativament estreta.
- Aletes dorsals separades.
- Tenen espines davant i darrere dels ulls.
- Els òrgans sexuals dels mascles són aplanats i amb puntes fines.[2]

## Distribució geogràfica
Es troba a Sud-amèrica.

## Taxonomia
- Sympterygia acuta (Garman, 1877)[3]
- Sympterygia bonapartii (Müller & Henle, 1841)[4]
- Sympterygia brevicaudata (Cope, 1877)[5]
- Sympterygia echynorhincha (Garman, 1817)
- Sympterygia lima (Poeppig, 1835)[6][7][8][9][10][11][12]